# Emmelsten Langdysse
Der Emmelsten Langdysse (dänisch auch Emmelstene, Emmelsted, Emmelsten Høj, Emmesten, Kæmpegrav oder Kjæmpegraven genannt) liegt im Norden der Insel Fur in Jütland in Dänemark.
Emmelsten sind die Überreste eines etwa 64,0 Meter langen Hünenbettes der Trichterbecherkultur (TBK) das zwischen 3500 und 2800 v. Chr. in der Jungsteinzeit entstand. Der Dolmen mit einer Kammer am südlichen Ende hat seine Randsteine, die den Hügel umgaben, zwischen 1850 und 1880 verloren, als sie zum Bau von Wirtschaftsgebäuden verwendet wurden.
In der Nähe liegen der Runddysse Frammerslev Byhøje und die Steinkiste Debel Anshede (auch Debel By) auf der Insel Fur.